# The Defibulators
The Defibulators is een Amerikaanse countryrockband. De band bestaat uit zes mannen en een vrouw.

## Geschiedenis
In 2007 begon de band met het spelen van covers in de punkbars van New York; wat leidde tot hun luidruchtige, energieke geluid. In 2009 bracht de band hun eerste album uit getiteld Corn Money, gepubliceerd door City Salvage Records.
In 2013 volgde het tweede album genaamd Debt'll Get'em. Dit album werd gecoproduceerd met Brian Bender, en uitgebracht door Pigcow Records. Met het nummer Everybody's Got a Banjo spotte de band met de stijgende populariteit van de banjo als statussymbool. De meeste nummers worden gezongen door Bug Jennings, maar onder andere Pay for that Money wordt gezongen door Erin Bru.